# Karlskronavarvet
A Karlskronavarvet - em português Estaleiros de Karlskrona - é um conjunto de instalações de construção e reparação naval em Karlskrona, na Suécia.
Em 1680, os estaleiros de Karlskrona foram fundados como parte integrante da Base Naval de Karlskrona.
Em 1989, passaram a pertencer à empresa Kockums. Em 2014, a Kockums foi adquirida pela Saab, que desta maneira se tornou proprietária dos Estaleiros de Karlskrona.

Nos estaleiros de Karlskrona são construídos navios de guerra, entre os quais submarinos e navios com tecnologia furtiva Stealth.